# Acanthus polystachyus
Acanthus polystachyus,  es una especie vegetal perteneciente a la familia Acanthaceae.

## Descripción
Es una  planta herbácea vigorosa, perennifolia y arbustiva, que alcanza hasta varios metros de altura. Las hojas son grandes, oblongo-elípticos, los márgenes gruesos, ondulado-dentados  con espinas afiladas. Las flores en espigas terminales, son de color rosa brillante.

## Distribución y hábitat
Nativa de Ruanda, Burundi, República Democrática del Congo, Uganda, Sudán, Etiopía, Kenia y Tanzania.

## Taxonomía
Acanthus polystachyus fue descrita por Alire Raffeneau Delile y publicado en Voy. Méroé 1: 2 1826.
Etimología
- Acanthus: del Latín acanthus que proviene del griego ἄκανθα, -ης, "planta espinosa", probablemente por composición entre acer, -cris de aceo, acies, "punzante" y anthos, "flor", del Griego άκτς y άνθός. Virgilio emplea el vocablo en las Geórgicas (4, 123) y Plinio el Viejo describe dos especies en su historia naturalis (22, XXXIV, 76): el Acanthus spinosus L. y el Acanthus mollis L.;  esta última se denomina también paederos y mélamphyllos, y su raíz es excelente para las quemaduras y las luxaciones ("quod aliqui paederota vocant, alii melamphyllum. huius radices ustis luxatisque mire prosunt").[2][3][4]

polystachyus: epíteto latino que significa "con muchas espigas".
sinonimia
- ?Zonablephis polistachys Raf.[6]